# Aega hirsuta
Aega hirsuta är en kräftdjursart som beskrevs av Jørgen Matthias Christian Schiødte och Frederik Vilhelm August Meinert 1879. Aega hirsuta ingår i släktet Aega och familjen Aegidae. Inga underarter finns listade i Catalogue of Life.